# 阿尔瓦伦加 (洛萨达)
阿尔瓦伦加 (洛萨达)是葡萄牙波尔图区的一个堂区。总面积1.91平方公里，总人口439人，人口密度229.8人/平方公里。